# Forced Entry
O Forced Entry foi uma banda thrash de Seattle, sua música fazia uma combinação de arranjos complexos com bases típicas do thrash característico da Bay Area. Pode ser considerada parte do sub-estilo do thrash chamado de thrash técnico. Depois do lançamento de dois álbuns, em 1989 e 1991, lançaram em 1995 um EP, produzido independentemente com a intenção de chamar a atenção de  alguma gravadora, o que não aconteceu e acabou resultando no fim da banda.
(Não confundir com a banda alemã, de mesmo nome, de power metal que lançou em 1988 um disco com o proprio nome da banda)

## Discografia
- Uncertain Future (Combat, 1989)
- As Above, So Below (Relativity, 1991)
- The Shore EP (Independente, 1995)

## Integrantes
- Tony Benjamins - Baixo e vocais
- Brad Hull - Guitarra
- Colin Mattson - Bateria